# Iwashimizu Hachiman-gū

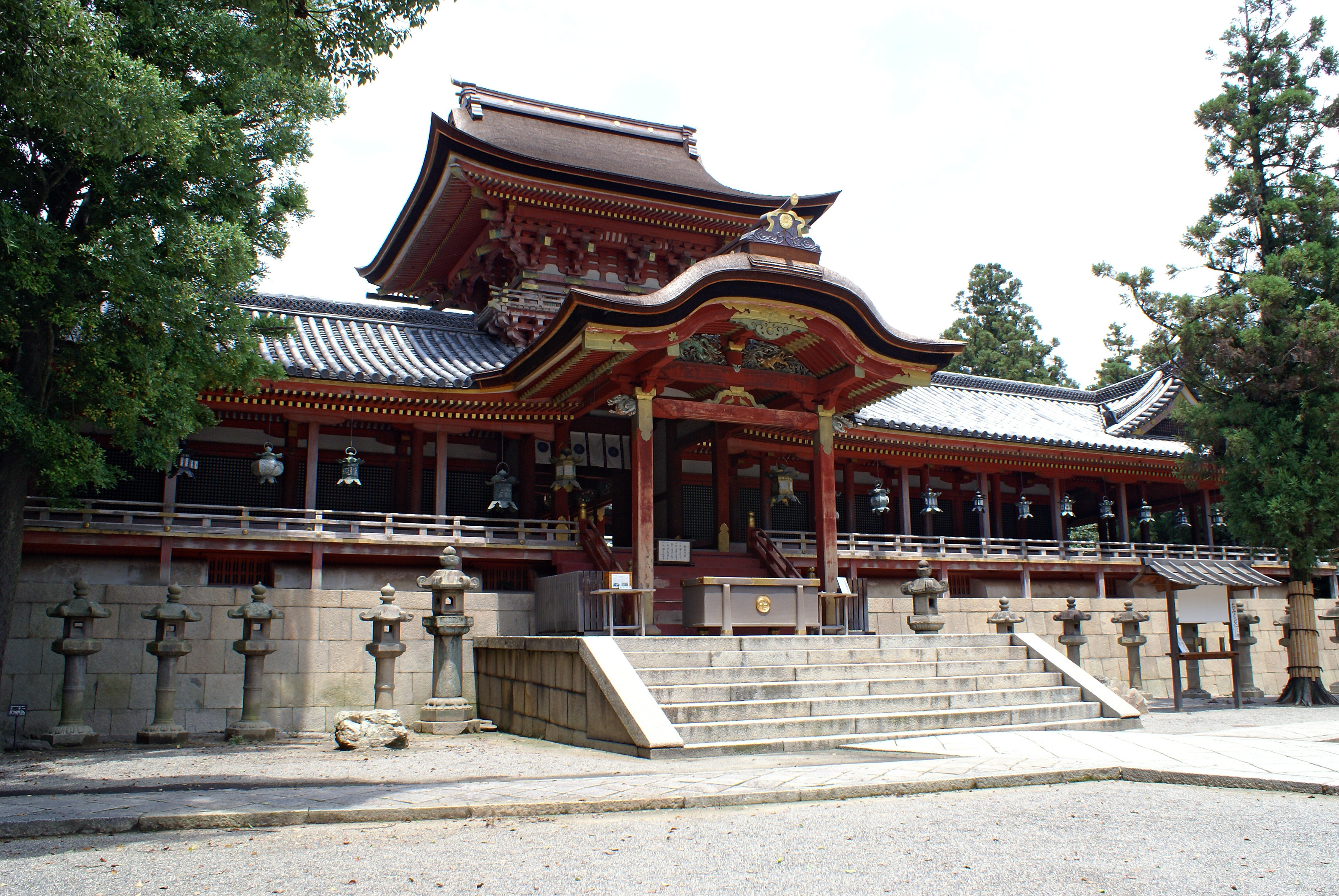
Der Iwashimizu Hachiman-gū

Der Iwashimizu Hachiman-gū (jap. 石清水八幡宮) ist einer der drei großen Hachiman-Shintō-Schreine Japans und gehört zu den Chokusaisha. Er befindet sich auf dem Berg Otoko in der Stadt Yawata, südwestlich von Kyōto in Japan. 
Das Gründungsdatum des Schreins geht bis in das Jahr 859 zurück. In der Heian-Zeit gab es einen Schrein namens Iwa-shimizu-sha, der beim Transfer der Hauptstadt von Nara nach Kyōto zu einem Hachiman-Schrein umfunktioniert wurde. Er wurde so zum Schutzwall gegen das „Dämonentor“ (eine Vorstellung aus der chinesischen Mythologie) der damaligen Hauptstadt des Landes, wodurch das Land gegen böse Einflüsse geschützt werden sollte. Dies wurde für derart wichtig gehalten, dass der Tennō u. a. während der Mongoleninvasion und der Bedrohung der japanischen Küste durch die Schwarzen Schiffe zum Schrein kam, um dort zu beten.
Das gegenwärtige Hauptgebäude wurde von Tokugawa Iemitsu im Jahr 1634 erbaut. Besonders bekannt ist sein prachtvoller Momoyama-Baustil. Teile des Schreins sind im komplizierten hachiman-zukuri (八幡造) gehalten.
Die Priesterschaft ist seit Gründung des Schreins erblich geblieben. Der jeweilige Priester (gūji) soll ein direkter Nachfahre von Take-no-uchi-no-sukune, dem Ministerpräsidenten von Jingū-kōgō. Alle Schreine, die ein bunrei (s. shintai) des Iwashimizu Hachiman-gū erhielten, haben für gewöhnlich einen Nebenschrein (sessha) für Take-no-uchi-no-sukune direkt hinter ihrem honden.
Der honden ist in sechs Teile für drei Kami aufgeteilt. Diese sollen normalerweise in den hinteren drei bleiben und mit ihrem Geist in die vorderen drei kommen, wenn ihnen Verehrung angeboten wird. In einem Nebenschrein (sessha) werden die drei Sumiyoshi-Kami zusammen mit ihrem Boten, Isora-no-mikoto, verehrt.
Jedes Jahr Anfang Juni richtet der Iwa-shimizu-hachiman-gū das Otokoyama-Kirschblüten-Fest aus. Am 15. September begeht man das Iwashimizu-Fest (auch Minami-Matsuri), eines der drei großen kaiserlichen Feste in Japan. Es geht auf besondere Anweisungen Go-Sanjō-tennōs aus dem Jahr 863 zurück. Unter anderem werden dabei Fische und Vögel freigelassen und ein spezieller miko-kagura getanzt, womit die Seelen der im vergangenen Jahr gestorbenen Fische besänftigt werden sollen.
Besonders berühmt sind die Hamaya des Schreins, von dem jährlich bis zu über 100.000 verkauft werden.

## Galerie

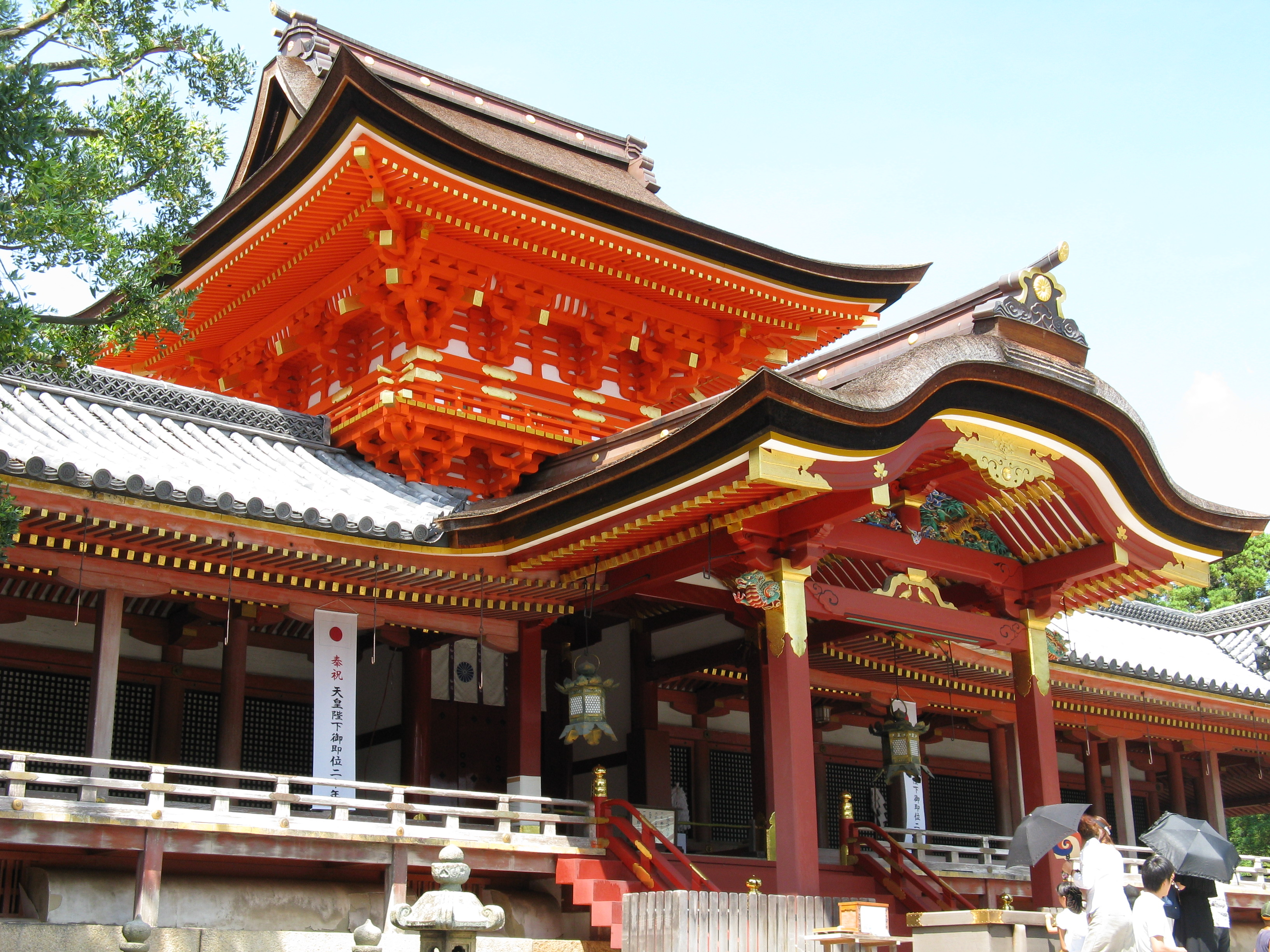
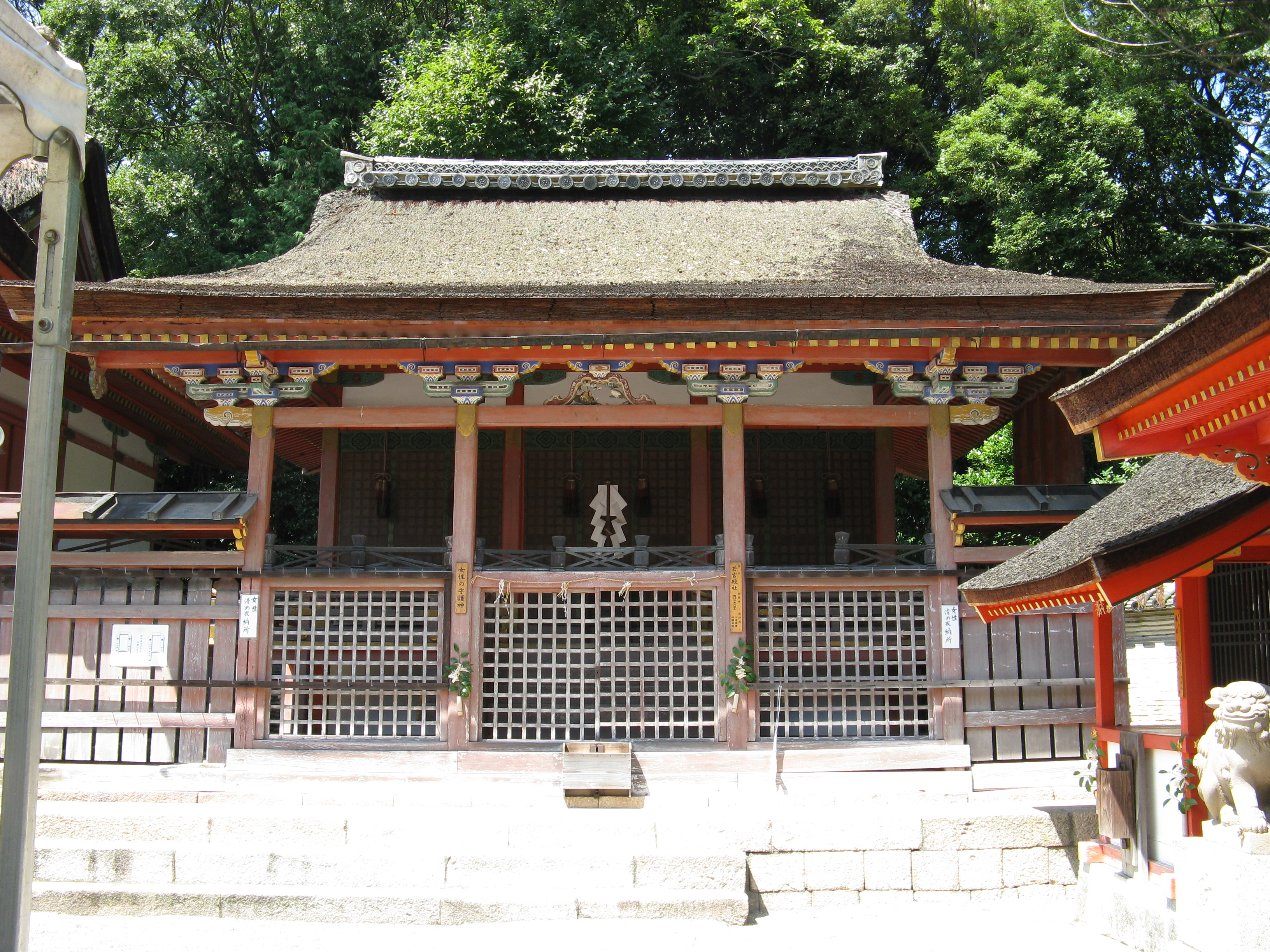
Jugendpalast (wichtiges Kulturgut).
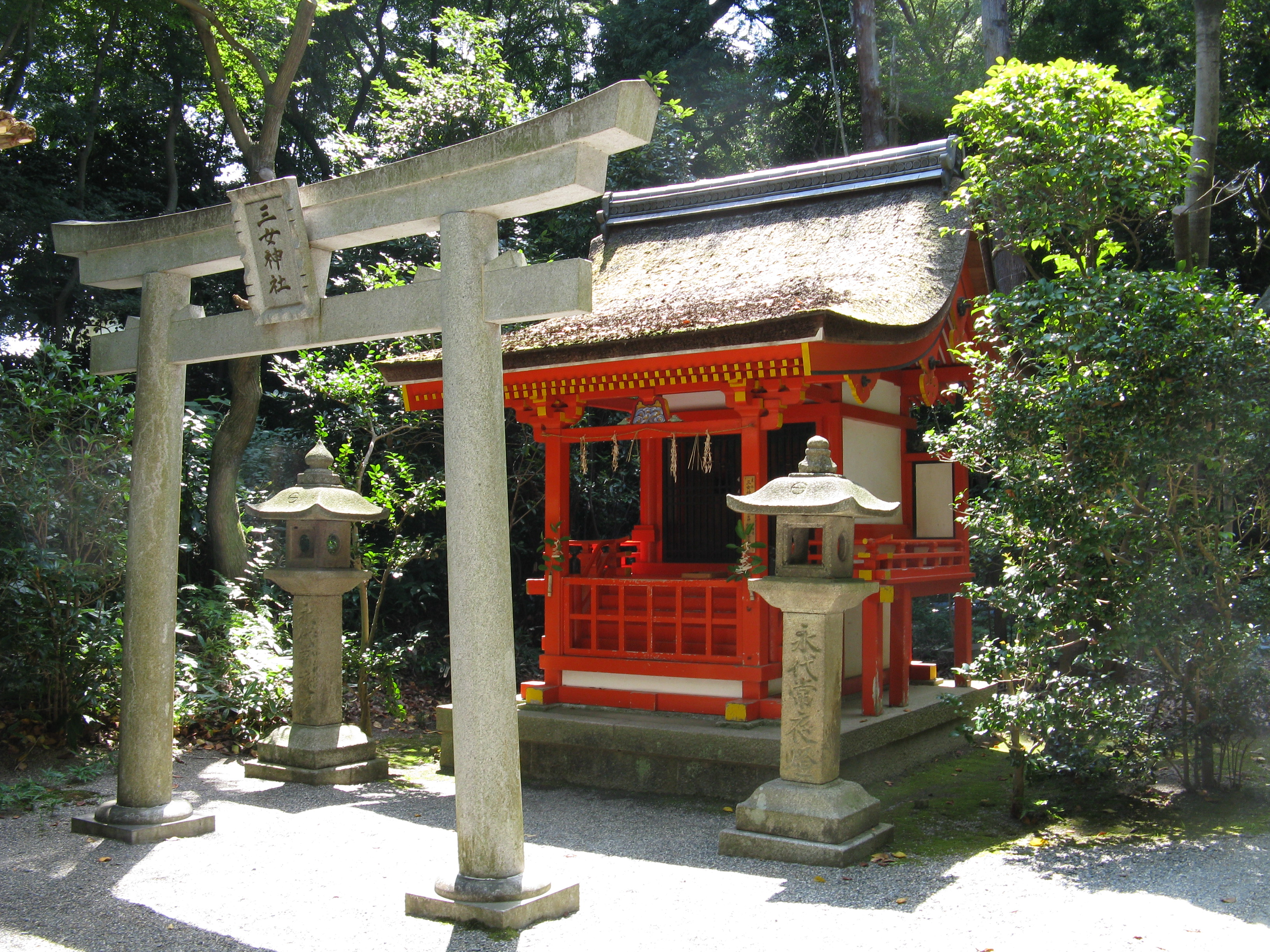
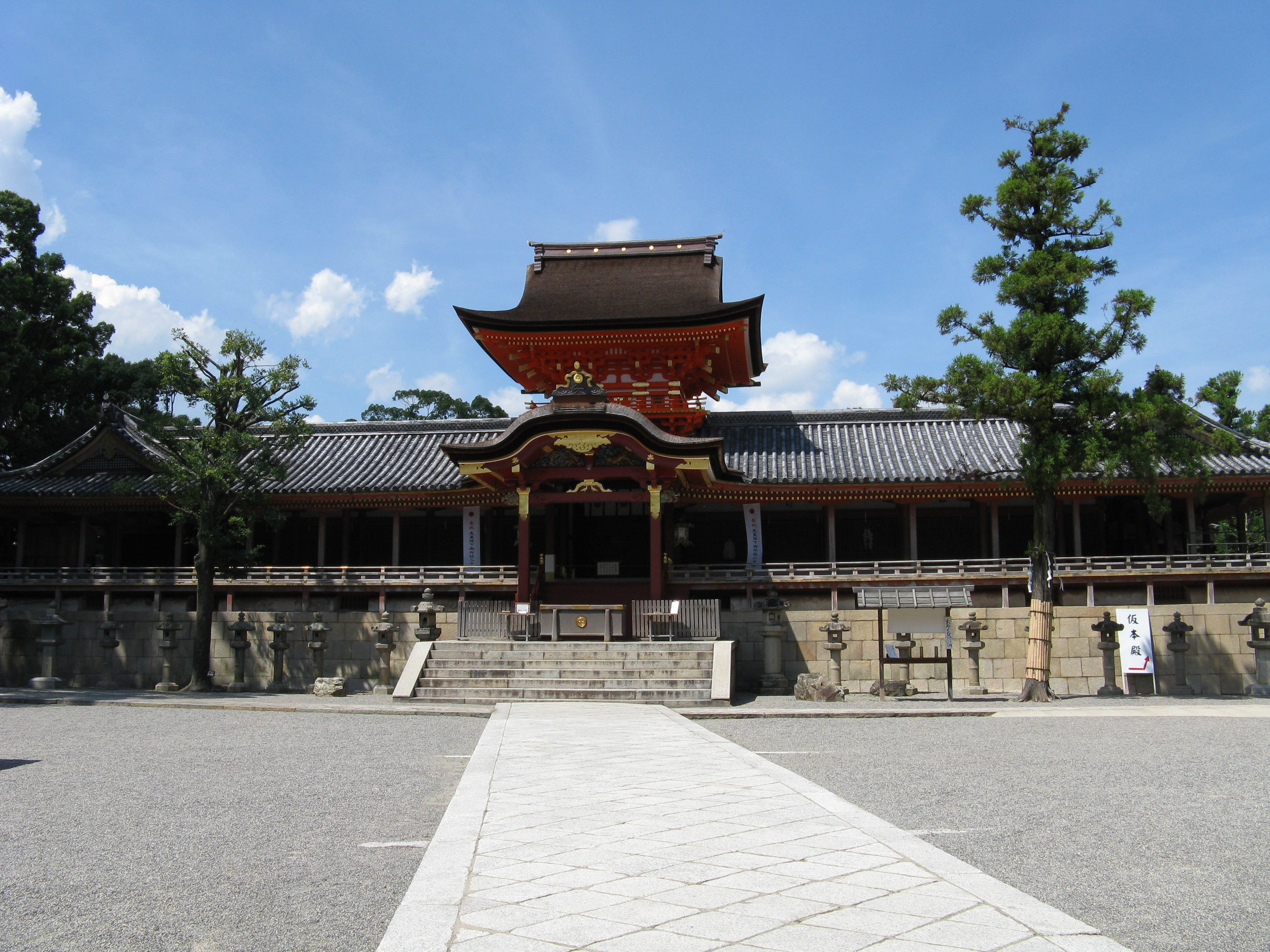
Tür auf einer Etage.
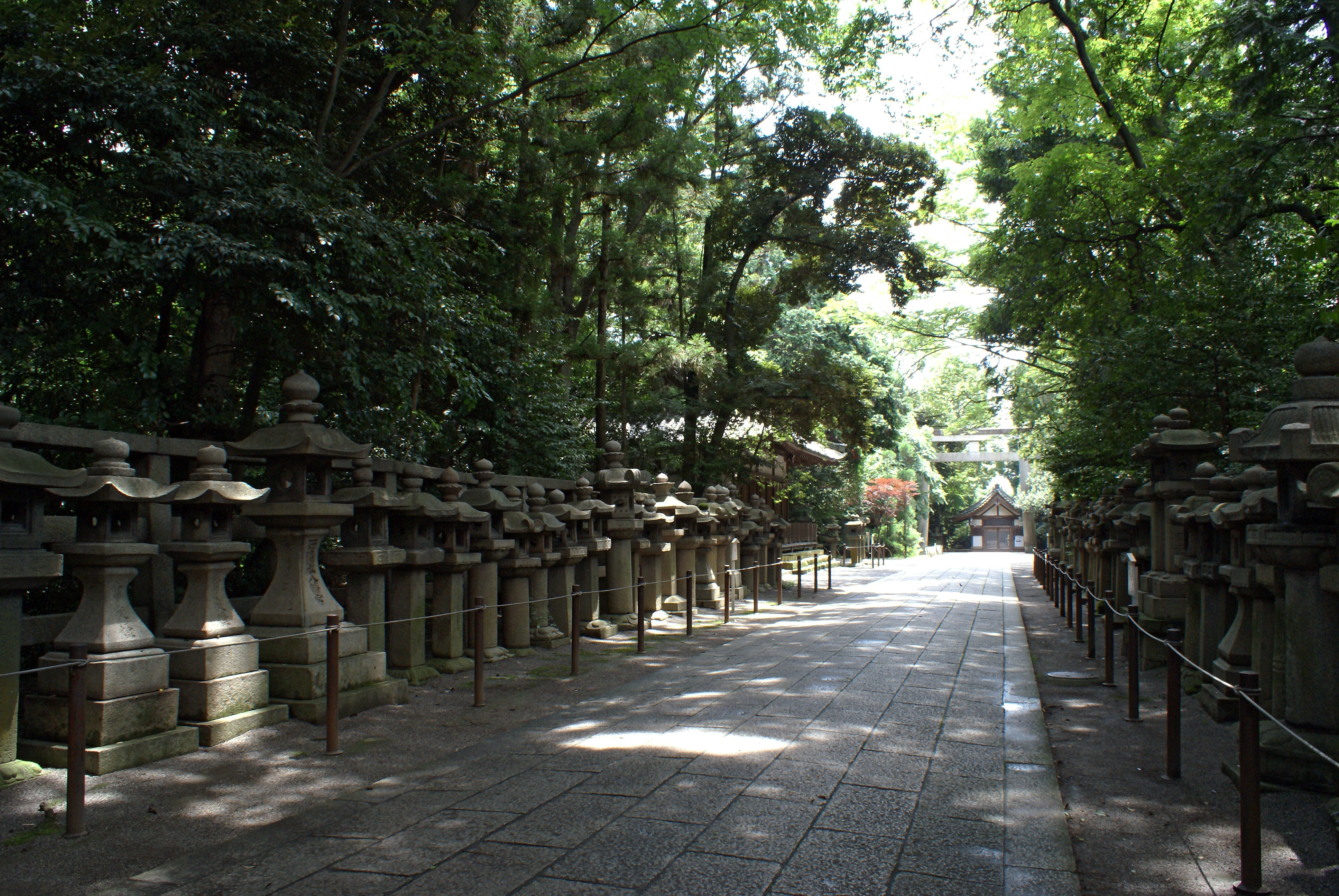
Gasse der Steinlaternentōrō.
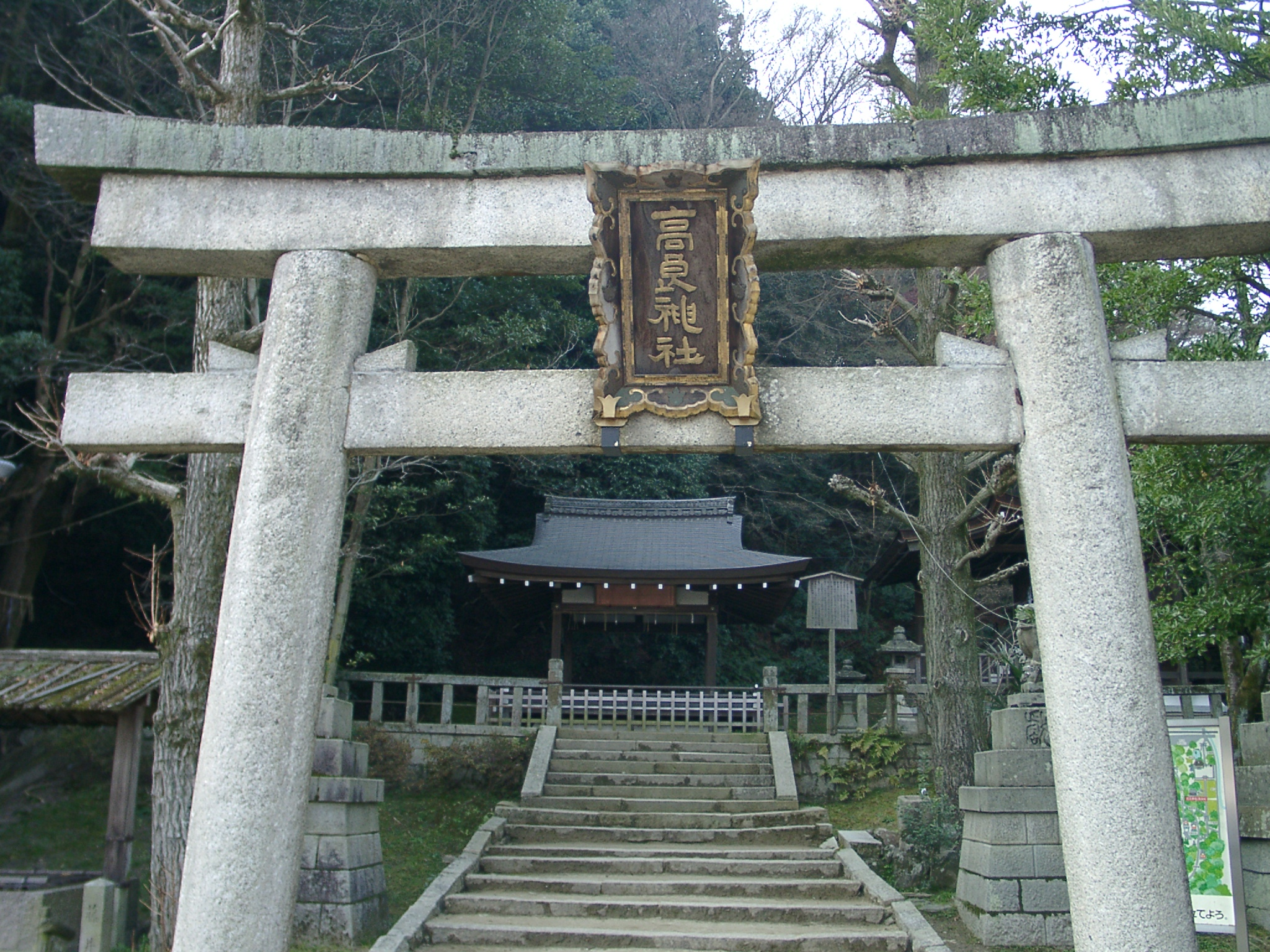
Torii